# グウィニヴィア (曲)
「グウィニヴィア」（Guinnevere）は、クロスビー、スティルス&ナッシュが1969年に発表した楽曲。邦題の表記はワーナーミュージック・ジャパンの公式サイトに拠る。

## 概要
作者のデヴィッド・クロスビーはインタビューで次のように答えている。「何しろ普通じゃない曲だね。拍子も変だし、チューニング（EBDGAD）もすごく変わっている。僕がこれまでに愛した3人の女性からこの曲は生まれた。ひとりはクリスティーン・ヒントン。昔から付き合っていた恋人で交通事故で亡くしてしまった。ひとりはジョニ・ミッチェル。そしてもうひとりは自分でも分からない誰か。おそらく僕のベストソングだろう」
1968年6月26日にデモを録音。ジェファーソン・エアプレインのジャック・キャサディがベースを弾き、サイラス・ファーヤーがブズーキを弾いた。このデモ・バージョンは1991年に発売されたボックス・セット『CSN』に収録された。
1969年5月29日発売のクロスビー、スティルス&ナッシュのアルバム『クロスビー、スティルス&ナッシュ』に収録。
アーサー王の王妃、グィネヴィアの通常の英語表記は「Guinevere」であるが、クロスビーは「n」を一つ増やし「Guinnevere」と綴っている。

## 演奏者
- デヴィッド・クロスビー - リード・ボーカル、ギター
- グラハム・ナッシュ - バッキング・ボーカル

## 別バージョン
- 『CSN』（1991年9月30日発売）

1968年6月26日に録音したデモ音源。ベースにジャック・キャシディが参加。
- 『Woodstock 2』（1971年7月12日発売）

1969年8月18日、ウッドストック・フェスティバルの出演したときの音源。
- BBCのテレビ番組

1970年9月11日放映。クロスビーはグラハム・ナッシュと二人で出演し、計7曲演奏した。
- 『CSNY 1974』（2014年7月8日発売）

1974年に行われたツアーの音源。
- 『CSN 2012』（2012年7月2日発売）

2012年のライブ音源。

## カバー・バージョン
- マイルス・デイヴィス - 1970年1月27日に録音。1979年発売のコンピレーション・アルバム『Circle in the Round』に収録された。1998年発売のボックスセット『The Complete Bitches Brew Sessions』にも収録された。
- ハービー・マン - 1970年9月〜11月に録音。1971年発売のアルバム『Memphis Two-Step』に収録された。
- Paul Horn - 1974年発売のアルバム『Dida』に収録。*LP
- Laura Martier and The John Toomey Quartet - 2001年発売のアルバム『Intersection』に収録。
- D*Note featuring Beth Hirsch - 2006年発売のアルバム『Laguna』に収録。
- Mark Soskin - 2020年発売のアルバム『Everything Old Is New Again』に収録。
- Christian Scott - 2020年発売のアルバム（ライブ）『Axiom』に収録。
- Fire In Her Eyes - 2020年にシングルとして収録。*mp3
- Richard Dworsky - 2021年発売のアルバム『Back To The Garden』に収録。